# Pavol Demeš
Pavol Demeš, né en 1956, est une personnalité politique slovaque.

## Biographie
- Directeur du Bureau de Bratislava et Directeur de l'Europe centrale / de l'Est pour le German Marshall Fund
- Ancien Ministre des Affaires Étrangères de la Slovaquie entre 1991 et 1993
- Ancien conseiller diplomatique du Président slovaque (1993 - 1997)
- Ancien chercheur en biomédecine à l’Université Cornelius de Bratislava dans les années 1980

## Distinctions
- EU–U.S. Democracy and Civil Society Award remis par Bill Clinton, Tony Blair et Jacques Santer.
- USAID Democracy and Governance Award, 1999
- Democracy and Civil Society Award, 2000 (Société civile serbe)
- Star of First Row[Quoi ?], plus haute distinction de l'État de Serbie, remis par le Président serbe Svetozar Marovic et le Ministre des Affaires Étrangères serbe Vuk Draskovic, 2004

## Publications
- Reclaiming Democracy: Civil Society and Electoral Change in Central and Eastern Europe, (avec Joerg Forbrig et Robin Shepherd), 2007
- Prospects for Democracy in Belarus, 2e édition, (avec Joerg Forbrig), 2006
- Passing The Eurotest, (avec Joerg Forbrig), 2005
- In Trusts We Trust?, (avec Joerg Forbrig), 2003